# Aethel Partners
A Aethel Partners é uma instituição financeira sediada em Londres. A empresa foi fundada em 2014 por Ricardo Santos Silva e Aba Schubert. A empresa foca-se em situações especiais de investimento, é global no alcance e agnóstica a nível sectorial. A Aethel Partners é um dos maiores fundos de investimento do Reino Unido.

## Futebol
Em 2022, a Aethel Partners fez uma proposta na ordem dos 2,4 mil milhões de euros para adquirir o Chelsea FC.

## Minas
Em 2019, a Aethel adquiriu as minas de ferro de Torre de Moncorvo por uma quantia não revelada. Moncorvo é o maior depósito de minério de ferro da Europa. A Aethel vai investir 114 milhões de euros para extrair 6 milhões de toneladas de minério de ferro nos primeiros anos. As minas de Moncorvo têm reservas comprovadas de 552 milhões de toneladas de minério de ferro que valem 80 mil milhões de dólares (58 mil milhões de euros). O negócio foi concluído a 05 de Fevereiro de 2020 e a mina reabriu no dia 1 de março de 2020 e vai criar mais de mil postos de trabalho.